# Penske Automotive Group
Penske Automotive Group (PAG) (NYSE : PAG) est un important concessionnaire automobile au niveau mondial. Son siège social est à Bloomfield Hills, Michigan, États-Unis. Son titre est listé sur la Fortune 500 et le Russell 2000.
Aux États-Unis, PAG exploite 253 concessions automobiles, représentant 40 marques différentes, ainsi que 40 centre de réparations. En 2009, elle emploie environ 15 000 personnes. Elle possède également 152 franchises dans 19 États américains. Pour toutes les marques qu'elle représente, PAG offre des véhicules automobiles neufs et usagés, des produits financiers, des produits d'assurance et des pièces de rechange, ainsi que des services de réparation et d'entretien.
En dehors des États-Unis, elle exploite des concessions à Puerto Rico, au Mexique, en Allemagne, ainsi que 110 franchises au Royaume-Uni via sa filiale Sytner Group.